# 克拉
克拉（英語：carat），或称卡、卡拉，从1907年国际商定为宝石计量单位开始沿用至今。可作珠玉、鑽石等寶石的質量單位，也可指貴金屬的純度比例。在香港、澳門等地，在買賣中惯用“克拉”（美karat，英carat）表示黃金等貴金屬的纯度，为不混淆两者，故以希腊语的首字母K为符号。

## 作为質量单位
1克拉又可分為100分，以用作計算較為細小的寶石。因為鑽石的密度基本上相同，因此越重的鑽石體積越大。越大的鑽石越稀有，每克拉的價值亦越高。
現在的公制克拉單位，即一克拉相等於200毫克，於1907年起被採用。在此之前，一克拉等於205毫克（0.205克）。
{\displaystyle 1\;{\mbox{ct}}=200\;{\mbox{mg}}=0.2\;{\mbox{g}}}
其中{\displaystyle {\mbox{ct}},{\mbox{mg}},{\mbox{g}}}分別為克拉、毫克、克。

## 表示純度比例
貴金屬（金、銀、鉑、鈀等）的純度，能以當中「貴金屬」的成分與總量作重量比例。1K为{\displaystyle {\frac {1}{24}}}，若合金重100克，則含有約4.17克的贵金属。24K金為純金（商业上一般指≥99.95%），18K金即有{\displaystyle {\frac {3}{4}}}的重量為金，其餘{\displaystyle {\frac {1}{4}}}的重量是其他金屬。

### 换算公式
{\displaystyle X=24\cdot {\frac {m_{\mbox{g}}}{m_{\mbox{total}}}}}，也可被理解為：{\displaystyle {\frac {X}{24}}={\frac {m_{\mbox{g}}}{m_{\mbox{total}}}}}
其中{\displaystyle X}為開數，{\displaystyle m_{\mbox{g}}}為貴金屬重量，{\displaystyle m_{\mbox{total}}}為總重量。